# Cotton Malone
Harold Earl Malone, plus connu sous le nom de Cotton Malone, est un personnage de fiction créé par Steve Berry dans le roman L'Héritage des Templiers en 2006. Il est le héros de douze romans traduits en français : L'Héritage des Templiers, L'Énigme Alexandrie, La Conspiration du Temple, La Prophétie Charlemagne, Le Mystère Napoléon, Le Monastère oublié, Le Code Jefferson, Le Secret des rois, L'Héritage occulte, Le Complot Malone, La Quatorzième colonie et L'Héritage Malone.
Certains personnages présents dans la série ont droit à une aventure dont ils sont à leur tour le personnage principal. C'est le cas de Cassiopée Vitt dans la nouvelle The Balkan Escape et de Jonathan Wyatt dans la nouvelle The Devil's Gold.
Et quand Steve Berry écrit sur d'autres personnages, il arrive qu'on lui réclame le retour de Cotton Malone.

## Biographie fictive
Né en Géorgie, Harold Earl Malone (surnommé « Cotton » depuis sa plus tendre enfance) est le fils du capitaine de frégate Forrest Malone. Devenu orphelin de père à l'âge de 10 ans, à la suite de la mort mystérieuse de ce dernier lors du naufrage de son sous-marin, il élucidera cette affaire 40 ans plus tard.
Par fidélité à la mémoire de son père, Cotton Malone entre à 18 ans à l'école de l'air. Après avoir suivi la formation de pilote de chasse, il entre à l'université de droit de Georgetown. Il commence sa carrière au Pentagone, avant de rejoindre, comme avocat, le Judge Advocate General's Corps (JAG). Neuf ans plus tard, en 1994, il devient un des douze premiers agents de l'unité Magellan, un service de renseignements du département de la Justice des États-Unis, sous les ordres de Stéphanie Nelle. Marié à Pam Malone, et père de Gary Malone, il apprend des années plus tard que ce dernier n'est en réalité pas son fils biologique. Lors d'une fusillade à Mexico, en 2006, il reçoit sa quatrième blessure dans l'exercice de ses fonctions, à la suite de laquelle il demande une retraite anticipée, faisant valoir son droit à la retraite après avoir atteint le grade de commandant. Le président Daniels lui accorde personnellement cette retraite. Il se retire à Copenhague, au Danemark, où il ouvre une librairie spécialisée dans les livres anciens, après l'avoir rachetée à son ami le milliardaire danois Henrik Thorvaldsen. C'est ici que commencent les romans. En 2006, il retrouve le trésor des Templiers, en 2007 la bibliothèque d'Alexandrie et le tombeau d'Alexandre le Grand, en 2008 le trésor de Napoléon...

## Description
À presque cinquante ans, Cotton Malone a conservé sa carrure d'athlète. Mat de peau, il a les yeux verts et les cheveux blond cendré. Féru de vieux livres, il est amateur d'énigmes et d'ésotérisme. Grâce à son impressionnante mémoire eidétique, il enregistre de nombreux détails, et apprend aisément les langues. Aventureux, il n'hésite pas à faire usage de son Beretta, arme qu'il a appris à utiliser au sein de l'unité Magellan. Ses amis lui reprochent souvent de laisser derrière lui décombres et bâtiments incendiés.

## Série,Cotton Malone
Plusieurs des romans de la série ont fait partie de la liste des best-sellers du New-York Times. De nouveaux romans sont d'ores et déjà en préparation : un opus est annoncé pour 2018, qui devrait se dérouler, au moins en partie, à Malte.

### Romans
| Titre original          | Année | ISBN                     |  | Titre français               | Année | ISBN                     |
| ----------------------- | ----- | ------------------------ |  | ---------------------------- | ----- | ------------------------ |
| The Templar Legacy      | 2006  | (ISBN 0345476158)        |  | L'Héritage des Templiers     | 2007  | (ISBN 2749108594)        |
| The Alexandria Link     | 2007  | (ISBN 0345485750)        |  | L'Énigme Alexandrie          | 2008  | (ISBN 2749110009)        |
| The Venetian Betrayal   | 2007  | (ISBN 0345485777)        |  | La Conspiration du Temple    | 2009  | (ISBN 2749112737)        |
| The Charlemagne Pursuit | 2008  | (ISBN 0345485793)        |  | La Prophétie Charlemagne     | 2010  | (ISBN 2749115701)        |
| The Paris Vendetta      | 2009  | (ISBN 0345505476)        |  | Le Mystère Napoléon          | 2011  | (ISBN 2749118646)        |
| The Emperor's Tomb      | 2010  | (ISBN 0345505492)        |  | Le Monastère oublié,         | 2012  | (ISBN 2749120470)        |
| The Jefferson Key       | 2011  | (ISBN 0345505514)        |  | Le Code Jefferson            | 2012  | (ISBN 978-2-7491-2476-6) |
| The King's Deception    | 2013  | (ISBN 978-0345526540)    |  | Le Secret des rois           | 2013  | (ISBN 978-2749129785)    |
| The Lincoln Myth        | 2014  | (ISBN 978-0345526571)    |  | L'Héritage Occulte           | 2014  | (ISBN 978-2749140933)    |
| The Patriot Threat      | 2015  | (ISBN 978-1250071361)    |  | Le complot Malone            | 2015  | (ISBN 978-2749147826)    |
| The 14th Colony         | 2016  | (ISBN 978-1466862616)    |  | La Quatorzième colonie       | 2016  | (ISBN 978-2-7491-5027-7) |
| The Lost Order          | 2017  | (ISBN 978-1250056252)    |  | L'Héritage Malone            | 2017  | (ISBN 2749155665)        |
| The Bishop's pawn       | 2018  | (ISBN 978-1-2501-4024-1) |  | La conspiration Hoover       | 2018  | (ISBN 978-2-7491-5866-2) |
| The Malta Exchange      | 2019  | (ISBN 978-1-2501-4028-9) |  | Le dernier secret du Vatican | 2019  | (ISBN 978-2-7491-6183-9) |
| The Warsaw protocol     | 2020  | (ISBN 978-1-2501-4030-2) |  | Les Saintes reliques         | 2020  | (ISBN 978-2-7491-6516-5) |
| The Last Kingdom        | 2023  | (ISBN 978-1-5387-2099-8) |  | La Prophétie Nostradamus     | 2023  | (ISBN 978-2-2663-4115-8) |
| The Atlas Maneuver      | 2024  | (ISBN 978-1-3997-0643-8) |  | Le Secret Atlas              | 2024  | (ISBN 978-2-2663-4993-2) |
| The Medici Return       | 2025  | (ISBN 978-1-5387-7056-6) |  |                              |       |                          |

D'après le site officiel de l'auteur (rubrique « Books », voir plus bas).

### Nouvelles
| Titre original     | Année | ISBN            |  | Titre français         | Année | ISBN | Remarques                              |  |
| ------------------ | ----- | --------------- |  | ---------------------- | ----- | ---- | -------------------------------------- |  |
| The Balkan Escape  | 2010  | ASIN B004U33GCW |  | Non traduit (nouvelle) |       |      | Ebook - Une aventure de Cassiopée Vitt |  |
| The Devil's Gold   | 2011  | ASIN B003MQMZ2K |  | Non traduit (nouvelle) |       |      | Ebook - Une aventure de Jonathan Wyatt |  |
| The Admiral's Mark | 2012  |                 |  | Non traduit (nouvelle) |       |      | Ebook - Une aventure de Cotton Malone  |  |
| The Tudor's Plot   | 2013  |                 |  | Non traduit (nouvelle) |       |      | Ebook - Une aventure de Cotton Malone  |  |

## Cotton Malone dansFaceOff
En juin 2014, le livre FaceOff rassemble onze nouvelles qui font se rencontrer des détectives célèbres : Patrick Kenzie (Dennis Lehane) et Harry Bosch (Michael Connelly), Lincoln Rhyme (Jeffery Deaver) et Lucas Davenport (John Sandford), Nick Heller (Joseph Finder) et Jack Reacher (Lee Child). L'une de ces associations est celle de Gray Pierce (James Rollins) et Cotton Malone.